# Kira-clan
De Kira-clan was een Japanse familie, die afstamde van keizer Seiwa (850-880). De Kira-clan was een tak van de Ashikaga-clan die weer beweerden af te stammen van de Minamoto (Seiwa Genji).
Ashikaga Mitsuuji, kleinzoon van Ashikaga Yoshiuji (1189-1254), was de eerste die de naam Kira aannam.
Kira Mitsusada koos oorspronkelijk de kant van zijn verwant Ashikaga Takauji (1305-1358), de eerste Ashikaga shogun, maar liep later over naar de kant van de zuidelijke dynastie. Hij werd verslagen door Hatakeyama Kunikiyo (1360) en onderwierp zich aan de shoguns van de Ashikaga.
De Kira-clan, uit de provincie Mikawa, waren slechts een weinig machtige tak van de Minamoto. Van de Kamakuraperiode tot de Sengoku-periode hadden ze nooit de rang van shugo (gouverneur) van ook maar enige provincie, ze hielden nooit enig groot domein en waren nooit echt machtig in vergelijking met de andere families die afstamden van de Seiwa Genji.
Tijdens de Edoperiode, behoorde de familie tot de koke, een rang onder daimyo. De Kira maakten naam door Kira Yoshinaka en de Zevenenveertig Ronin vete.